# Djvari
Djvari (em georgiano: ჯვარი, literalmente "cruz") é uma pequena cidade na extremidade ocidental da região georgiana de Mingrélia-Alta Suanécia. A cidade está situada na margem oriental do rio Inguri.